# Бенишек, Ладислав
Ладислав Бенишек (чеш. Ladislav Benýšek, родился 24 марта 1975 в Оломоуце) — бывший чешский хоккеист, защитник. Чемпион мира 1999 и 2000 годов, чемпион Чехии 2000 и 2007 годов.

## Биография
Ладислав Бенишек начал свою карьеру в 1993 году, в клубе «Оломоуц». По ходу сезона 1996/97 он перешёл в пражскую «Спарту». После завоевания золотых медалей чешской Экстралиги 2000 года Бенишек перебрался за океан, где играл в течение трёх лет за «Миннесоту Уайлд» в НХЛ. В свой последний заокеанский сезон в основном играл в АХЛ за «Хьюстон Аэрос», помог выиграть клубу Кубок Колдера. В 2003 году он вернулся в Европу, сменил множество команд в разных странах. В 2007 году Бенишек снова выиграл чемпионат Чехии, выступая за «Спарту». Завершил карьеру в 2013 году, его последним клубом был «Глазго Клэн».
Самых больших успехов Ладислав Бенишек добился в составе сборной Чехии по хоккею. В 1999 и 2000 годах он становился чемпионом мира, а в 1997-м бронзовым призёром мирового чемпионата.

## Достижения
- Чемпион мира 1999 и 2000
- Чемпион Чехии 2000 и 2007
- Чемпион Франции 2008
- Чемпион Италии 2011
- Обладатель Кубка Колдера 2003
- Обладатель Кубка французской лиги 2008
- Бронзовый призёр  чемпионата мира 1997, чемпионата Чехии 1997 и чемпионата Финляндии 2004

## Статистика
- Чемпионат Чехии — 270 игр, 42 очка (15+27)
- Сборная Чехии — 90 игр, 5 очков (2+3)
- НХЛ — 161 игра, 15 очков (3+12)
- АХЛ — 177 игр, 34 очка (5+29)
- Чемпионат Швеции — 71 игра, 7 очков (2+5)
- Чемпионат Финляндии — 66 игр, 5 очков (2+3)
- Чемпионат Италии — 116 игр, 22 очка (9+13)
- Чемпионат Дании — 39 игр, 10 очков (1+9)
- Чемпионат Франции — 35 игр, 17 очков (2+15)
- Евролига — 18 игр, 2 очка (1+1)
- Британская хоккейная лига — 9 игр
- Кубок европейских чемпионов — 2 игры
- Всего за карьеру — 1054 игры, 159 очков (42+117)